# Cochlospermum planchonii
Cochlospermum planchonii är en tvåhjärtbladig växtart som beskrevs av Joseph Dalton Hooker och Jules Émile Planchon. Cochlospermum planchonii ingår i släktet Cochlospermum och familjen Cochlospermaceae. Inga underarter finns listade i Catalogue of Life.

## Bildgalleri

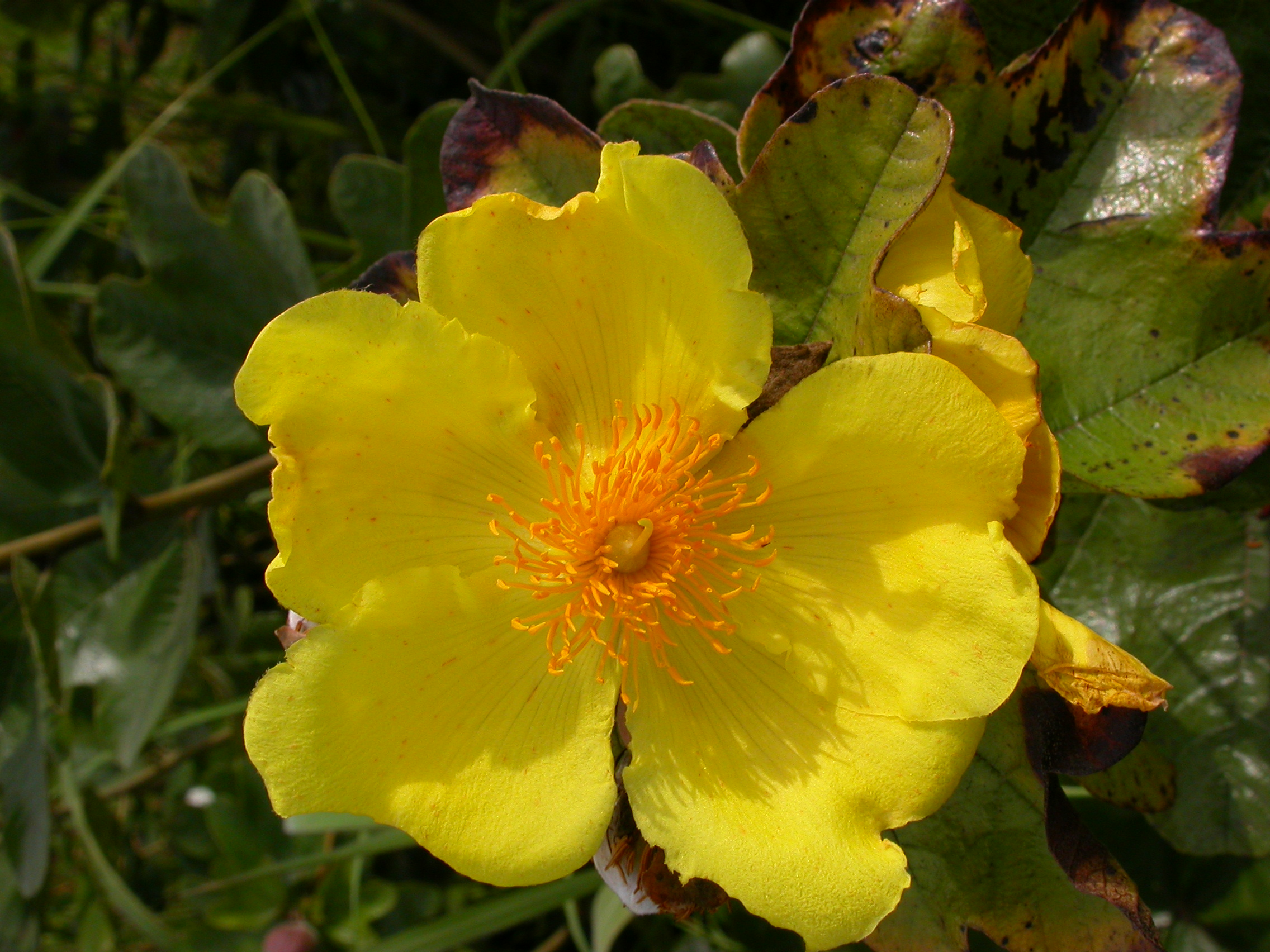